# Patrick Murphy (musiker)
Patrick Murphy (født 20. oktober 1970) er en irsk musiker, der er bedst kendt som forsanger for det keltiske band Gaelic Storm.

## Opvækst
Murphy blev født i Irland som søn af Noel Murphy og Nora Murphy. Han er det femte af deres otte børn.

## Karriere
Efter at have studeret på University College Cork flyttede Murphy til USA. Han bestyrede O'Brien's Irish Pub and Restaurant i Santa Monica i Californien. I 1996 sluttede Steve Wehmeyer sig sammen med Steve Twigger og Uillean pipe-spillere Brian Walsh for at optræde på pubben.
I 1997 optrådte han i filmen Titanic som en del af bandet, som spiller på "An Irish Party in Third Class". Dette var starten på gruppens internationale succes.